# Ganstead
Ganstead – wieś w Anglii, w hrabstwie East Riding of Yorkshire. Leży 8 km na północny wschód od miasta Hull i 254 km na północ od Londynu.